# Shkodran Maholli
Shkodran Maholli (Hyltebruk, 10 aprile 1993) è un calciatore svedese, attaccante del Limhamn Bunkeflo.

## Biografia
Shkodran Maholli è di origini albanese e kosovare. 
I suoi genitori si sono trasferiti in Svezia nel 1986. Il padre Shygeri era stato un calciatore del Rydöbruk IF a livello dilettantistico, così come hanno militato nelle serie non professionistiche i fratelli Shqipron e Kushtrim.

## Carriera

### Club
Ha iniziato a giocare a calcio nelle giovanili della squadra della sua cittadina natale, Hyltebruk.
Nel 2006 è entrato nel settore giovanile dell'Halmstad, il club più noto di quella contea.
Non ancora maggiorenne, il 2 aprile 2011 ha fatto il proprio debutto in Allsvenskan, venendo schierato addirittura titolare in occasione della prima giornata del campionato 2011. L'allenatore spagnolo Pep Clotet lo ha utilizzato una seconda volta, anche in questo caso dall'inizio, alla quinta giornata. Sono state le uniche due presenze in campionato di quella stagione, complice anche alcuni seri problemi all'inguine occorsogli in estate. Nel frattempo Clotet era stato sostituito dal nuovo allenatore Jens Gustafsson intorno a metà campionato.
Ha poi trascorso l'intera stagione 2012 con la formazione Under-19 dell'Halmstad, salvo rientrare nell'ottica della prima squadra un anno più tardi quando ha collezionato tre presenze. Nell'ottobre 2013 si è infortunato gravemente al legamento crociato del ginocchio sinistro, Lo stesso infortunio si è replicato qualche mese più tardi, ad aprile, al legamento crociato del ginocchio infortunato in precedenza. Rimane di fatto fuori causa per tutta la stagione 2014. Nonostante gli infortuni, ha rinnovato con l'Halmstad per un altro anno, giocando 12 partite di cui 2 da titolare, senza mai riuscire a trovare la via del gol.
Terminato il contratto con l'Halmstad, Maholli è sceso in seconda serie per ripartire dall'Åtvidaberg, con cui ha firmato un biennale valido per le stagioni 2016 e 2017. Qui si è laureato capo cannoniere della Superettan 2016, conclusa con 15 reti all'attivo in 28 partite giocate.
Nel 2017 è tornato a calcare i campi dell'Allsvenskan con l'offerta da parte dell'Häcken, squadra in cerca di un attaccante dopo la cessione del nigeriano John Owoeri. La sua parentesi all'Häcken però è stata breve, tanto da ottenere il trasferimento già a luglio alla riapertura della successiva finestra di mercato. Maholli, che non ha risparmiato critiche alla società giallonera, ha firmato con il Sirius, altra squadra di Allsvenskan che aveva cercato di ingaggiarlo pochi mesi prima.
Dopo aver trascorso circa un anno al Sirius, la società nerazzurra ha acconsentito alla sua cessione al Silkeborg, nella seconda serie danese. In Danimarca è rimasto per due anni, fino alla scadenza contrattuale.
Nell'agosto del 2020 è tornato a giocare nella massima serie svedese con l'ingaggio fino a fine stagione da parte dell'Helsingborg, squadra che in quel momento si trovava in fondo alla classifica. I rossoblu sono poi effettivamente retrocessi, mentre Maholli a livello personale ha collezionato solo tre presenze (tutte da subentrante) prima di lasciare la squadra per fine contratto.
Nel marzo del 2021 è approdato alle Maldive, avendo firmato un contratto con il Super United Sports fino al termine della stagione.
Il 1º luglio 2021 è stato ufficializzato il suo ritorno in Svezia con l'ingaggio da parte del IK Brage fino al 2023. In un anno e mezzo ha totalizzato 3 gol in 16 presenze nel campionato di Superettan, seconda serie nazionale.
Nel gennaio 2023 ha firmato con il Limhamn Bunkeflo, scendendo nella quinta serie svedese. Oltre al ruolo di giocatore, è entrato anche a far parte della dirigenza del club.

### Nazionale
Ha giocato nella nazionale svedese Under-19.

## Palmarès

### Individuale
- Capocannoniere della Superettan: 1

2015 (15 reti)